# Temuri Ketsbaia
Temuri Ketsbaia (em georgiano:  თემურ ქეცბაია) (Nascido no dia 18 de março de 1968, em Gali) é um ex-jogador de futebol georgiano.
Em 15 de setembro de 2009 pediu demissão da Olympiacos F.C., atualmente dirige a Seleção Georgiana de Futebol.